# 長須村
長須村（ながすむら）は茨城県猿島郡にかつて存在した村である。現在の茨城県坂東市の西部に位置する。村の南西部には利根川が流れている。

## 歴史
- 1889年（明治22年）4月1日 - 長須村が単独で村制施行し猿島郡長須村が発足。
- 1899年（明治32年） - 千葉県東葛飾郡二川村の大字古布内の一部及び木間ヶ瀬村大字木間ヶ瀬の一部（利根川の北側）を編入し、大字古布内・木間ヶ瀬を設置。
- 1947年（昭和22年）9月16日 - カスリーン台風による豪雨で、中川村の利根川堤防が決壊。周辺の村とともに長須村も大部分が浸水する被害を出した[1]。
- 1955年（昭和30年）3月1日 - 岩井町・七郷村・神大実村・飯島村・弓馬田村・中川村・七重村と合併し、改めて岩井町が発足。同日、長須村廃止。